# Teresio Bosco
Teresio Bosco SDB (* 1931 in Montemagno, Italien; † 11. Februar 2019) war ein italienischer Ordenspriester, Autor und Journalist.

## Leben
Nach seinem Ordenseintritt hat Bosco das Lizenziat in Theologie am Pontificio Ateneo Salesiano in Turin erworben und dann in dieser Stadt als Lehrer gearbeitet. Seit 1966 arbeitete er für zahlreiche ordenseigene Zeitschriften als Journalist. Er war unter anderem einige Jahre Direktor des Bolletino Salesiano und arbeitete im Verlagshaus der italienischen Salesianer Don Boscos Elledici. Er hat aber auch Bücher in anderen Verlagen veröffentlicht unter anderem bei Murcia und Società Editrice Internazionale.

## Werk
Bekannt war er für seine Kurzbiographien über wichtige historische Persönlichkeiten des zwanzigsten Jahrhunderts, unter anderem zu Mutter Teresa, Johannes XXIII., Martin Luther King. Einen Schwerpunkt nahm die Darstellung des Lebens und Wirkens des Ordensgründers Johannes Bosco ein. Ins Deutsche übersetzt wurden aber auch seine Biographien über Dominikus Savio, Philipp Rinaldi und Margareta Occhiena.

## Ins Deutsche übersetzte Werke (Auswahl)
- Das Leben Don Boscos. 1. Ein Traum wird wahr. 1984
- Dominikus Savio. 1988
- Don Philipp Rinaldi. 1990
- Don Bosco: sein Lebensweg – sein Lebenswerk. 1997. ISBN 978-3-7698-0571-0
- Zeichen der Liebe Gottes: Porträts aus der Don Bosco Familie. 2000. ISBN 978-3-7698-1221-3
- Mama Margareta: die Mutter Don Boscos. 2006. ISBN 978-3-7698-1602-0
- Don Bosco: Priester und Erzieher. Don Bosco Verlag 2010. ISBN 978-3-7698-1803-1